# Mann Izawa
Mann Izawa (井沢 満, Izawa Man), né Izawa Mitsuru (井澤 満) dans la Préfecture d'Ōita le 6 août 1945, est un scénariste et auteur de bande dessinée japonais.

## Biographie
Après avoir été étudiant au Département de littérature française de la Faculté de littérature de l'Université Waseda, il a déménagé en Australie. Il est ensuite devenu scénariste pour la NHK, intervenant sur des fictions radiophoniques et des séries télévisées.
Il est l'auteur de la série Lady Georgie, dessinée par Yumiko Igarashi, avec qui il est en conflit sur les droits d'auteur.